# Cymbilaimus
Cymbilaimus is een geslacht van vogels uit de familie Thamnophilidae. Het geslacht telt 2 soorten.

## Soorten
- Cymbilaimus lineatus  –  Zebramierklauwier
- Cymbilaimus sanctaemariae  –  Bamboemierklauwier